# Межкристаллитная коррозия

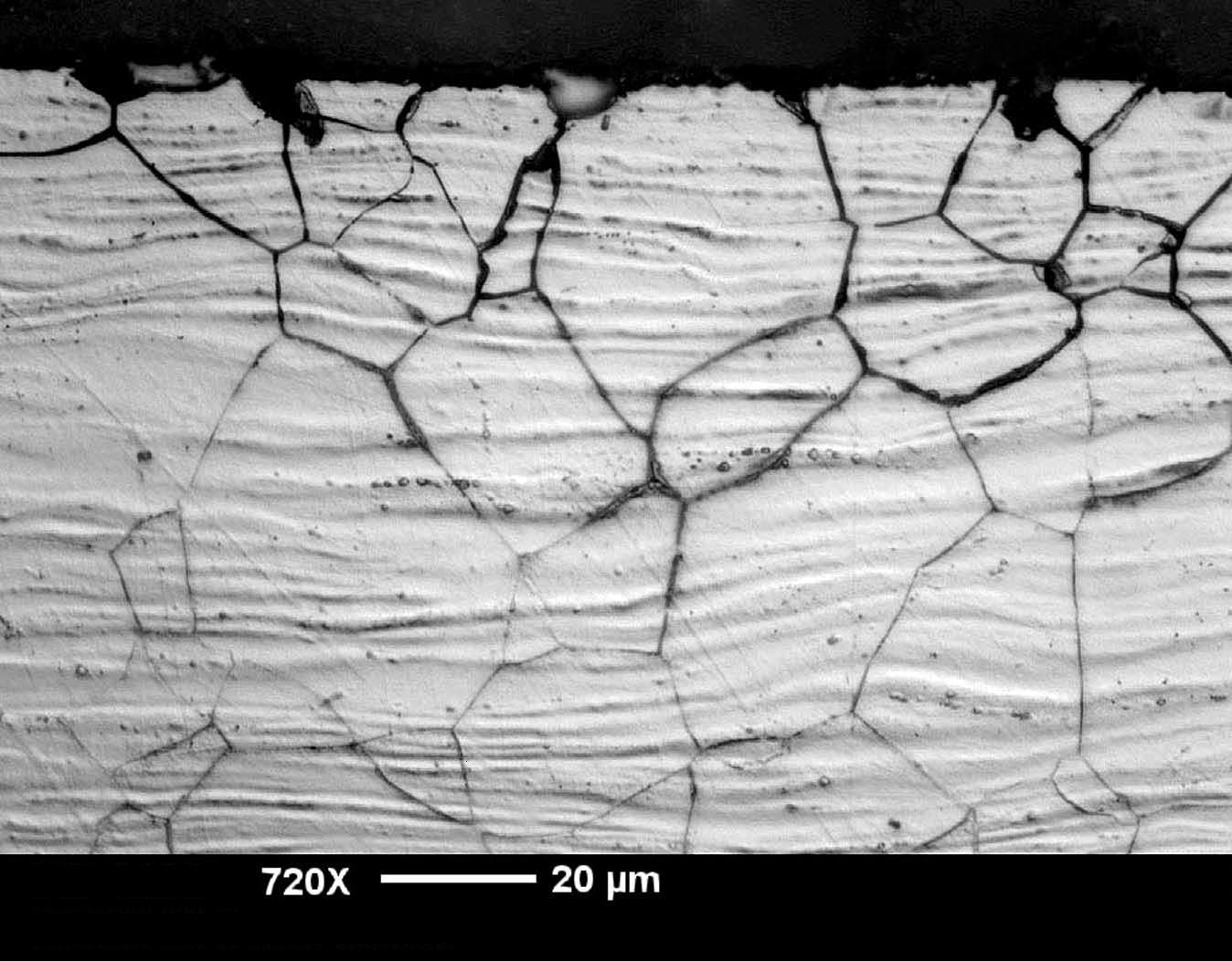
Микроструктура материала, подверженного межкристаллитной коррозии

Межкристаллитная коррозия — (сокр. МКК ) - вид коррозии, при котором разрушение металла происходит преимущественно вдоль границ зерен (кристаллов).

## Механизм межкристаллитной коррозии
При малой коррозионной потере массы разрушение материала может проникать на большую глубину и сопровождаться снижением прочности и пластичности материала, что быстро приводит к выходу из строя всей конструкции. Межкристаллитная коррозия относится к электрохимическим процессам, и обусловлена тем, что твердый раствор при определённых условиях может расслаиваться с образованием по границам зерен фаз, обогащённых одним из компонентов материала, а участки, непосредственно прилегающие к границам зерен, оказываются обеднёнными этим компонентом. Под действием той или иной агрессивной среды происходит избирательное анодное растворение либо обогащённых, либо соседних с ними обеднённых зон.
Межкристаллитной коррозии подвержены многие сплавы на основе железа (в том числе ферритные, аустенитные, аустенитно-ферритные и другие стали), а также никелевые, алюминиевые и другие сплавы, имеющие, как правило, неоднородную структуру. 
В нержавеющих сталях часто встречается высокое (более 12%) содержание хрома, который в обычных условиях формирует на поверхности стали пассивирующий слой (оксидную плёнку), защищающий её от коррозии. Именно высокое содержание хрома служит для нержавеющих сталей основной причиной межкристаллитной коррозии, поскольку при некоторых условиях хром выделяется вдоль границ зерен фаз, и создаются карбиды хрома. Соседние зоны, обеднённые хромом, переходят в активное состояние при более отрицательных значениях электрохимического потенциала, чем фазы с избытком хрома. В результате в слабоокислительных средах обеднённые хромом зоны становятся электрохимически активными и корродируют с более высокими скоростями, чем фазы, обогащённые хромом. Наибольшая склонность к межкристаллитной коррозии наблюдается в тех случаях, когда избыточные фазы на границах зерен соприкасаются, образуя непрерывные цепочки.
В сильноокислительных средах развитие межкристаллитной коррозии обусловлено избирательным растворением насыщенных фаз. Оно ускоряется, если в этих фазах имеются легирующие элементы, легко подвергающиеся перепассивации, например, молибден, вольфрам, ванадий или элементы с низкой коррозионной стойкостью, например, марганец, медь.
Одной из причин межкристаллитной коррозии может быть сегрегация по границам зерен примесей; этим часто объясняется, например, коррозия закалённых аустенитных коррозионностойких сталей, содержащих примеси фосфора, кремния и пр., в сильноокислительных средах.
Разделение фаз часто происходит при нагреве металлов на долгое время более 700 °C, что случается при нарушении режимов сварки, термообработке, обработке давлением.

## Стойкость сталей против МКК
Стойкость либо нестойкость сталей против МКК определяется различными методами по ГОСТ 6032. При этом самыми распространёнными являются методы АМ и АМУ с провоцирующим нагревом.
Данная методика распространяется не на все классы сталей, а только на металлопродукцию из коррозионно-стойких сталей аустенитно-мартенситного, аустенитно-ферритного, ферритного и аустенитного классов. А также из сплавов на железно-никелевой основе, в том числе двухслойных, а также их сварных соединений и наплавленного металла.
При этом можно обратить внимание, что в списке нет коррозионно-стойких сталей других классов. Например сталь для литых гребных винтов 08Х14НДЛ имеет отличную коррозионную стойкость, но она является сталью мартенситного класса и её нельзя проверить на стойкость против МКК, так как из-за мартенситной структуры в ней просто не происходит коррозия по межкристаллитному процессу из-за банального отсутствия зёрен и их границ - "иглы" мартенсита в данном случае не являются зёрнами. Хотя чисто технически возможно провести саму процедуру испытания для стали любого класса, в том числе для стали не коррозионно-стойкой.

### Заблуждения относительно МКК
Иногда стойкость сталей против межкристаллитной коррозии воспринимается как мера их общей стойкости против коррозии. Данное мнение в корне ошибочно. Стойкость против МКК характеризует стойкость только против именно межкристаллитного пути распространения коррозии, сохранения изделиями прочности в коррозионной среде (отсутствия растрескивания из-за разрушения границ между зёрнами).
Так например стали имеющие стойкость против МКК могут совершенно не иметь стойкости против общей коррозии:
| Марка стали | Общая коррозия            | Общая коррозия            | Склонность к МКК |
| Марка стали | потеря в весе, г/м² в час | скорость коррозии, мм/год | Склонность к МКК |
| ----------- | ------------------------- | ------------------------- | ---------------- |
| Ст.3        | ≈0,1                      | -                         | не склонна       |
| ММЛ-1       | 0,33                      | -                         | не склонна       |
| ММЛ-2       | 0,25                      | -                         | не склонна       |
| 08Х14НДЛ    | -                         | не склонна                | не склонна       |
| 08Х15Н4ДМЛ  | -                         | не склонна                | не склонна       |
| 25Л         | -                         | 0,15                      | не склонна       |

Как видно из таблицы стойкость против МКК никак не связана со стойкостью против общей коррозии (ржавчины).
Кроме того, большинство сталей подвергаемых испытаниями на стойкость против МКК испытываются именно по тому, что они могут и не иметь её. При этом речь идёт не о несоблюдении химического состава сталей, а именно об их структуре. Так две плавки стали 12Х18Н9ТЛ, выплавленные одинаковым способом, в одинаковых печах и имеющие одинаковых химический состав (или химический состав в пределах нормативной документации на марку, например ГОСТ 977), но выплавленные на разной шихте или имеющие разную термическую обработку могут: одна иметь стойкость против МКК, а другая будет иметь наоборот - склонность к МКК. При этом они также останутся коррозионно-стойкими сталями против общей коррозии. 
Аналогичная ситуация происходит и с другими марками сталей и видами заготовок. Например поковки из стали 12Х18Н10Т в зависимости от режимов нагрева заготовки для ковки и последующей термообработки могут или иметь, или не иметь стойкость против МКК.
Именно поэтому конструкторами определяется, где необходимо использовать изделия имеющие стойкость против МКК, а где достаточно общей коррозионной стойкости марки стали, которая обеспечивается соблюдением химического состава и технологии производства. Данное требование отдельно отображается или в конструкторской или в нормативной документации, в зависимости от типа и предназначения изделия. А отбор образцов для испытаний происходит от каждой плавки (в случае отливок) или каждого изделия (для листов, поковок).
Само по себе существование такой разницы обусловлено тем, что стали имеющие стойкость против МКК существенно дороже в производстве (требуют более качественной шихты, более совершенных методов выплавки и последующей обработки) чем стали тех же марок, но склонные к МКК. Но стойкость к МКК требуется лишь в некоторых случаях, изделиях и областях промышленности и введение требования по стойкости против МКК для всех сталей привело бы к безосновательному удорожанию этих заготовок.

## Борьба с межкристаллитной коррозией
Стойкость материала к этому виду коррозии можно повысить правильным выбором режимов термообработки, снижением содержания примесей, легированием элементами, предотвращающими образование нежелательных избыточных фаз по границам зерен, например титаном, ниобием, танталом, которые формируют с углеродом более стабильные соединения, чем карбид хрома.
Хорошей превентивной мерой является снижение содержания углерода в основном, а при сварке и в сварочном материале до уровня менее 0,02 %.
Возможен способ нагрева изделия до 1000 °C и закалки в воде, что ведёт к растворению карбидов в зернах и препятствует их повторному выделению.
При сваривании достаточно тонких слоев материала материал не успевает прогреться до температур, ведущих к межкристаллитной коррозии.